# La feria de Cuernicabra
La feria de Cuernicabra es una obra de teatro de Alfredo Mañas, estrenada en 1956.

## Argumento
La obra es una nueva versión de El Corregidor y la Molinera, pero esta vez utilizando no solo figuras humanas(encarnadas, por los actores) sino también por muñecos (dando vida a los personajes del pueblo, que pretender castigar la crueldad del Corregidor y la frescura de la Molinera), así como la inclusión en la trama de cantares, bailes y dichos de la poesía popular española.

## Representaciones destacadas
- Teatro, Madrid, 4 de diciembre de 1956.
  - Dirección: José Luis Alonso Mañés.
  - Periodo: Festivales de España.
  - Intérpretes: María Jesús Valdés, Paco Valladares, José María Mompín, Agustín González.
- Teatro Goya, Madrid, 29 de enero de 1959.
  - Dirección: Manuel Benítez.
  - Escenografía: Leo Anchoriz.
  - Intérpretes: María Asquerino, José María Rodero, Gracita Morales, Leo Anchoriz, Luisa Sala, José Luis Heredia.
- Teatro Odeón, Buenos Aires 1962.
  - Dirección: Manuel Benítez.
  - Escenografía: Leo Anchoriz.
  - Intérpretes: Guillermo Marín, María Asquerino, Amparo Baró, José María Mompín, Montserrat Salvador, Ramón Elías, Félix Navarro, José María Vilches, Luisa Rodrigo.
- Discoteca Top Hat, Madrid, 24 de marzo de 1971.
  - Dirección: Alfredo Mañas.
  - Escenografía: Jorge Grau.
  - Intérpretes: Manuel Andrés, Regine Gobin, Venancio Muro, Terele Pávez, José Luis Manrique, Enrique Vivó. En Cataluña el reparto cambiará por completo, siguiendo tan solo Manuel Andrés e incorporándose entre otros Alicia Agut.
- Teatro María Guerrero, Madrid, 22 de diciembre de 1975.
  - Dirección: José Luis Alonso.
  - Escenografía: Lorenzo Collado.
  - Intérpretes: María Fernanda D'Ocón, Julia Trujillo, Vicente Gisbert, José Luis Heredia, Cesáreo Estébanez, Ana María Ventura, José Segura, Félix Navarro, Enrique Navarro, Julia Tejela.